# Trattato di Nerčinsk
Il trattato di Nerčinsk fu il nome di due trattati stipulati tra l'Impero cinese e lo Zarato russo che riguardava l'individuazione dei confini territoriali tra i due Paesi.

## Premesse
Nel XVI secolo la Russia si espanse verso est occupando Yakṣa e Nerčinsk. Dopo aver intimato allo zar Pietro I di Russia di abbandonare i territori cinesi, l'imperatore Kangxi diede ordine di attaccare l'esercito russo, costringendo di fatto la Russia a trattare la regolazione dei confini. Dall'accordo sfociò il primo trattato di Nerčinsk.

## Primo trattato
Il primo risale al 27 agosto 1689 e risulta essere il primo trattato diplomatico siglato dalla diplomazia cinese della dinastia Qing con una nazione europea e pose fine all'annosa questione delle invasioni dei cosacchi nella valle di Amur in cerca di pellicce e grano. Queste scorrerie intraprese da avventurieri cosacchi erano mal viste dallo zar russo Pietro il Grande, il quale, convinto che l'Oriente e la Cina fossero i nuovi orizzonti per l'espansione commerciale e politica del suo Impero, intendeva mantenere relazioni pacifiche con il vicino regno Qing. Quest'ultimo, a sua volta, nella persona dell'imperatore cinese Kangxi, era altrettanto intenzionato ad aprire le frontiere alle merci russe.
Con il trattato i russi accettavano di ritirarsi dalla regione del'Amur mentre il confine veniva fissato a nord. In cambio di queste concessioni territoriali, i russi ricevettero il diritto di commerciare le loro pellicce con seta e altre merci cinesi. Le due parti concordarono anche entro quale sfera di influenza le varie tribù locali tra cui i mongoli, sarebbero ricadute. In particolare, i russi accettarono di non allearsi con i pericolosi Zungari, acerrimi nemici dei Qing.
Questo trattato ha una valenza storica da un secondo punto di vista, in quanto per la prima volta vede la diplomazia cinese trattare alla pari con una nazione straniera. Sino ad allora, infatti, il punto di vista diplomatico cinese partiva dal presupposto che l'Impero Qing fosse al centro del mondo ed al di sopra delle altre nazioni, che considerava abitate da barbari, soprattutto quelle europee.
Il trattato fu possibile anche grazie all'alacre opera e all'intraprendenza di due sacerdoti della Compagnia di Gesù, i padri Jean-François Gerbillon e Thomas Pereira, i quali presenziarono personalmente alla svolgimento delle riunioni diplomatiche e redassero il testo del trattato in cinque lingue: russo, mancese, cinese, mongolo e latino.

## Secondo trattato
Nel XVIII secolo venne stipulato un secondo trattato Nerčinsk.
Nel 1798 i coloni siberiani conquistarono la costa meridionale del lago Bajkal. L'avventuriero Pavel Fëdorov si addentrò con 940 mercenari, a cui si unirono alcune tribù cinesi avverse all'imperatore, verso sud con l'intenzione di creare uno Stato mancese indipendente dalla Cina. Le truppe cinesi riuscirono però a sconfiggere i ribelli a Songyuan e costrinse la Russia ad un secondo trattato di Nerčinsk: questo prevedeva una linea di confine che si spingeva verso l'Amur.